# Arlette Heudron
Arlette Heudron (ép. Fernandez), née le 28 juillet 1935 au Petit-Quevilly, décédée le 14 décembre 1978 à Paris, est une organiste française.

## Carrière
Elle obtint un premier prix d'orgue dans la classe d'Odile Pierre au conservatoire de Rouen en 1963 puis, en 1965, un premier prix de fugue au conservatoire national supérieur de musique de Paris. Enfin, elle obtint en 1966 un premier prix d'orgue et d'improvisation dans la classe de Rolande Falcinelli.
Elle fut également pianiste du quintette (jazz) du Hot Club de Rouen.

## Sources
- Pierre Guillot, Dictionnaire des organistes français des XIXe et XXe siècles, Bruxelles, Mardaga, 2003, 559 p. (ISBN 978-2-87009-840-0) — La date de décès indiquée (1980) est erronée.